# Пейзаж со святым Иеронимом
«Пейзаж со святым Иеронимом» (исп. Paisaje con san Jerónimo) — картина фламандского живописца Иоахима Патинира, написанная в 1516—1517 годах. Картина находится в музее Прадо в Мадриде.

## Описание
В этой картине сочетаются два элемента, часто повторяющихся: жизнь отшельника в пустыне — популярная тема в североевропейской религиозной живописи — и пейзаж, главный предмет живописного искусства Иоахима Патинира.
Святой Иероним был наиболее известным примером жизни отшельника, иконография его восходит к историям, изложенной в «Золотой легенде» (1298), сочинении Иакова Ворагинского. В качестве сюжета своего произведения Патинир выбрал сцену с извлечением занозы из лапы льва, на этот сюжет уже писали Рогир ван дер Вейден и Ханс Мемлинг. Но Патинир изображает святого в одежде отшельника, а не кардинала, и действие происходит у входа в пещеру, рядом с черепом и крестом, а не в Вифлиеемском монастыре, который виднеется на скале. Художник новаторски объединяет следование литературному тексту с фламандской живописной традицией. Подняв линию горизонта, он добивается панорамного изображения пространства, реального, наполненного воздухом, с великолепными контрастами между вертикальными скалами и затянутыми облаками небом в левой части картины и горизонтальной плоскостью и освещённостью её правой части. Пейзаж с острыми вершинами, навеянный ландшафтом Мааской области, где родился художник, объединяет различные эпизоды истории о льве.
Испанский король Филипп II приобрёл эту картину для монастыря ордена святого Иеронима в Эскориале.